# Hvidbjerg (Skive)
Hvidbjerg is een plaats in de Deense regio Midden-Jutland, gemeente Skive. De plaats telt 350 inwoners (2008).